# Villa Montana
Villa Montana är en ort i Mexiko.   Den ligger i kommunen Libres och delstaten Puebla, i den sydöstra delen av landet, 150 km öster om huvudstaden Mexico City. Villa Montana ligger 2 454 meter över havet och antalet invånare är 172.
Terrängen runt Villa Montana är kuperad åt nordväst, men åt sydost är den platt. Runt Villa Montana är det ganska tätbefolkat, med 124 invånare per kvadratkilometer. Närmaste större samhälle är Libres, 1,8 km sydost om Villa Montana. Trakten runt Villa Montana består till största delen av jordbruksmark.